# Megadendromus nikolausi
Megadendromus nikolausi (Dieterlen & Rüpp, 1978) è un roditore della famiglia dei Nesomiidi, unica specie del genere Megadendromus (Dieterlen & Rüpp, 1978), endemico dell'Etiopia.

## Descrizione

### Dimensioni
Roditore di piccole dimensioni, con la lunghezza della testa e del corpo tra 98 e 129 mm, la lunghezza della coda tra 86 e 106 mm, la lunghezza del piede tra 25 e 27 mm, la lunghezza delle orecchie tra 22 e 26 mm e un peso fino a 66 g.

### Caratteristiche craniche e dentarie
Il cranio presenta un rostro lungo e sottile. I fori palatali sono lunghi. Gli incisivi superiori sono ortodonti e attraversati longitudinalmente da un leggero solco. I due primi molari superiori presentano due cuspidi interne aggiuntive.
Sono caratterizzati dalla seguente formula dentaria:

### Aspetto
La pelliccia è corta, soffice e leggermente lanosa. Le parti superiori sono marroni, mentre le parti inferiori sono più chiare con dei riflessi grigiastri.  Una striscia longitudinale nerastra si estende dalla fronte lungo la schiena fino alla base della coda. I lati della testa e le spalle sono bruno-rossastre, degli anelli più scuri sono presenti intorno agli occhi. Il dorso delle zampe è grigio-argentato. Le zampe anteriori hanno 4 dita, con il mignolo ridotto, i piedi hanno 5 dita con il quinto dito opponibile e munito di un'unghia. La coda è più corta della testa e del corpo, è uniformemente grigio-biancastra con una sottile striscia dorsale nerastra. Il cariotipo è 2n=36 FN=72.

## Biologia

### Comportamento
È una specie notturna.

### Alimentazione
Si nutre probabilmente di granaglie.

## Distribuzione e habitat
Questa specie è conosciuta soltanto sulle Montagne di Bale e sui Monti Arsi, nell'Etiopia centro-meridionale.
Vive nelle foreste e boschi con prevalenza di Hagenia ed Erica arborea tra 3.000 e 3.900 metri di altitudine.

## Conservazione
La IUCN Red List, considerato che questa specie è conosciuta soltanto da due individui catturati in due differenti località e non ci sono sufficienti informazioni circa il suo effettivo areale, lo stato della popolazione e i requisiti ambientali, classifica M.nikolausi come specie con dati insufficienti (DD).